# Oberviechtach
Oberviechtach is een gemeente in de Duitse deelstaat Beieren, gelegen in het Landkreis Schwandorf. De stad telt 5.019 inwoners.

## Geografie
Oberviechtach heeft een oppervlakte van 62,41 km² en ligt in het zuiden van Duitsland.

## Geschiedenis
Het stadje is bekend als de geboorteplaats van de 17e- en 18e-eeuwse  geneesheer Doktor Eisenbarth (geboortedatum: 27 maart 1663), aan wie ook een museum gewijd is. Zie: Hann. Münden.
Altendorf ·
Bodenwöhr ·
Bruck i.d.OPf. ·
Burglengenfeld ·
Dieterskirchen ·
Fensterbach ·
Gleiritsch ·
Guteneck ·
Maxhütte-Haidhof ·
Nabburg ·
Neukirchen-Balbini ·
Neunburg vorm Wald ·
Niedermurach ·
Nittenau ·
Oberviechtach ·
Pfreimd ·
Schmidgaden ·
Schönsee ·
Schwandorf ·
Schwarzach b.Nabburg ·
Schwarzenfeld ·
Schwarzhofen ·
Stadlern ·
Steinberg am See ·
Stulln ·
Teublitz ·
Teunz ·
Thanstein ·
Trausnitz ·
Wackersdorf ·
Weiding ·
Wernberg-Köblitz ·
Winklarn